# Viola rubella
Viola rubella är en violväxtart som beskrevs av Antonio José Cavanilles. Viola rubella ingår i släktet violer, och familjen violväxter. Inga underarter finns listade i Catalogue of Life.